# Lineamenti di filosofia del diritto
I Lineamenti di filosofia del diritto, pubblicati a Berlino nel 1820 (pur riportando la data del 1821) rappresentano la sintesi complessiva del pensiero etico-politico di Hegel. Con quest'ultima opera pubblicata con il sottotitolo Diritto naturale e scienza dello Stato in compendio, l'autore espone gli aspetti fondamentali dello sviluppo dialettico dell'Idea che mira a «comprendere concettualmente lo Stato e di esporlo come qualcosa di intimamente razionale».

## Diritto, moralità, eticità
Hegel afferma che il diritto studia la volontà libera in sé per sé, nel suo concetto astratto e nella determinazione dell'immediatezza. Il diritto è quindi formale perché prescinde dall'intenzione.

In altre parole, il diritto è distinto dalla morale perché il diritto considera solo se l'azione è conforme alla legge e se si disinteressa dei motivi per i quali è compiuta. Il diritto non ha come fine, e nemmeno ha i mezzi per stabilire la volontà delle parti prima dell'atto o del patto che la manifestano: non si possono fare processi alle intenzioni. 

La morale, invece, come la teorizza Kant, è formale, è una moralità dell'intenzione, che esprime il dovere per il dovere, in cui la buona volontà è rilevante a prescindere dal risultato.
Il diritto è un insieme di regole che la società si dà per impedire la conflittualità delle volontà. La concezione di Hegel su un diritto fattuale separato dalla volontà personale, è quanto mai moderna e ripresa nel diritto di molti Paesi moderni, in particolare nel diritto penale.
Hegel nella Prefazione alla Filosofia del Diritto, in cui afferma l'identità tra razionale e reale («Ciò che è razionale è reale, ciò che è reale è razionale».) raccomanda a chi tratterà la sua filosofia in futuro, di presentarla, come egli stesso faceva, in contrapposizione con le filosofie precedenti, con analogie e differenze. Secondo Hegel, Kant è il filosofo che meglio di ogni altro in precedenza trattò la materia del diritto e della morale. Coerenti con l'approccio hegeliano, i temi del diritto e della morale iniziano e terminano con il riferimento a Kant.
Il concetto di fondo a cui si ispira il diritto è: "Sii te stesso, e rispetta gli altri come persone". Hegel interpreta in questa maniera il principio universale del diritto di Kant: "Agisci esternamente in modo che il libero uso del tuo arbitrio possa coesistere con quello di ogni altro sotto una legge universale" (Kant, La metafisica dei costumi, Dottrina del diritto). Il principio di fondo dell'etica è l'imperativo categorico di Kant secondo cui "Agisci come se la massima della tua volontà deve potere diventare una legge universale": questa è la formula fondamentale dell'imperativo, presente nelle opere morali kantiane ("Fondazione della metafisica dei costumi del 1785, e "La Critica della ragion pratica" del 1788). C'è anche però un riferimento alla celeberrima seconda formulazione (presente solo nella " Fondazione della metafisica dei costumidel 1785) dell'imperativo categorico: "Agisci in modo da trattare l'umanità nella tua, come nell'altrui persona sempre come fine e mai semplicemente come mezzo". In materia di diritto e di etica, vale di nuovo la critica generale mossa da Hegel alla intera filosofia di Kant: anche la morale kantiana è meramente formale, priva del contenuto, che è costituito, secondo Hegel, dal bene oggettivo. Come la filosofia di Kant, anche la morale kantiana introduce una separazione tra soggetto e oggetto:  esiste un bene oggettivo, e la volontà soggettiva non è infallibile, può sbagliare valutando un'azione come buona, mentre in realtà non lo è.

L'imperativo categorico che chiede di rapportarsi agli altri avendoli come fini (e mai semplicemente come mezzi) è una regola universale, che si ferma alla soggettività e trascura il bene oggettivo. Kant però parla di soggettività trascendentale: questa è l'umanità, intesa in maniera illuministica come "natura umana", prescindendo dalle differenze individuali, che restano fuori dell'ambito della filosofia morale: il singolo individuo è studiato da Kant nella sua unicità e diversità solo dall'Antropologia pragmatica (1798), che tratta di come agisce.
Secondo Hegel, la scissione fra soggetto e oggetto della morale kantiana ha un impatto sul piano soggettivo, perché l'imperativo categorico è universale ma troppo generico, perché lascia ai singoli il compito identificare di volta in volta, nelle molteplici situazioni della vita, la ricerca e la scelta del modo in cui perseguire questo fine. Non tutte le persone hanno la stessa crescita dello spirito per compiere le scelte giuste, e la stessa volontà tende a costruirsi una regola propria e di comodo, che maschera, come fine morale, il perseguimento di fini particolari e personali.
Per Hegel però abbiamo nel campo dell'universalità diversi gradi di generalità, e l'imperativo categorico kantiano può e dovrebbe caratterizzarsi con ulteriori regole, sempre altrettanto universalmente valide, ma più particolari e circostanziate, più vicine all'oggetto (il bene oggettivo), in modo da fornire alle persone dei valori di riferimento.
La filosofia hegeliana li fornisce quando, all'interno dell'eticità tratta in primo luogo della famiglia, poi della società civile e infine identifica nello Stato il massimo dei valori e dell'eticità.

## Lo Stato

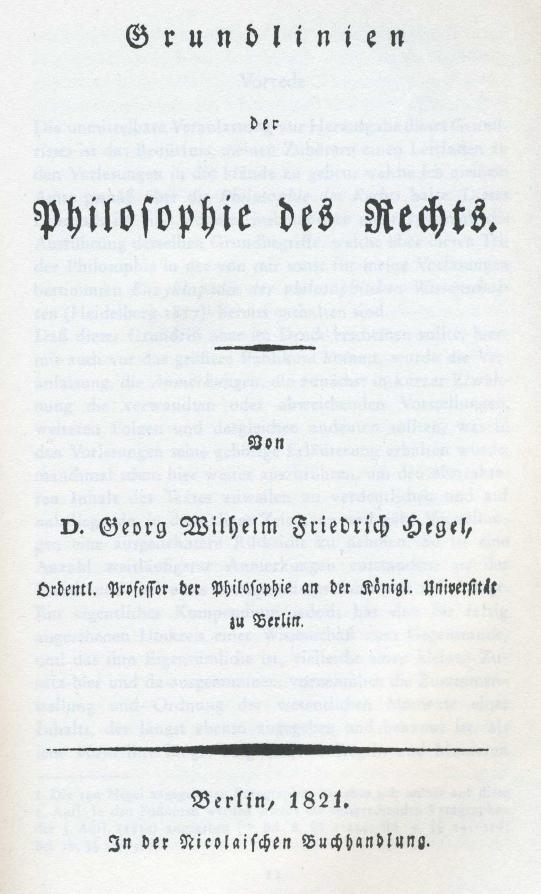
Prima edizione dell'opera

Lo Stato rappresenta la sintesi di famiglia e società civile, e costituisce il momento più alto dell'Eticità. Lo stato si colloca cronologicamente alla fine dell'ethos ma in realtà è presente logicamente fin dall'inizio, nel senso che è già presente idealmente nella formazione della famiglia e della società civile, che perderebbero di significato e di realtà se non mirassero sin dal principio alla formazione dello Stato.
Hegel definisce lo Stato la realtà dell'idea etica, in quanto in esso si realizza l'intera eticità.
Lo Stato etico non è una somma di volontà individuali, è Spirito vivente, è la Ragione che con un'opera millenaria si è incarnata in un'istituzione al di sopra dei singoli.
«Lo Stato "l’incedere di Dio nel mondo, ciò che lo stato è, il fondamento di esso è la potenza della ragione realizzante sé come volontà. Nel caso dell’idea dello stato non si devono avere dinnanzi agli occhi stati particolari, non particolari istituzioni, si deve piuttosto considerare per sé l’idea, questo Dio reale.»
Lo Stato non è al vertice dell'ontologia hegeliana,ma solo dello spirito oggettivo; infatti  nella Enciclopedia delle scienze filosofiche in compendio (1817) prosegue come Spirito Assoluto, nel suo sviluppo dialettico di arte, religione e filosofia. 
Lo Stato non è inteso come luogo di pace perpetua: arte, religione e filosofia nascono proprio dalla contrapposizione dialettica dello Stato (o meglio dello Spirito Oggettivo), con gli altri tre momenti dello Spirito Soggettivo. 
Ricordiamo poi che nella Prefazione alla Filosofia del Diritto, Hegel descrive la propria filosofia come una rara eccezione alla regola dominante, quella di criticare e contraddire tutto quello che Stati e filosofi hanno fatto e detto in passato.
Lo Stato nasce non da un contratto stipulato fra gli individui, poiché non sono gli individui a formare lo Stato, bensì è lo Stato a formare gli individui.In ciò si rivela l'anti-contrattualismo di Hegel, il quale era peraltro anche un avversario del giusnaturalismo.
In quanto momento della manifestazione dello Spirito nella storia, lo Stato:
- è giusto, giuridicamente lecito, storicamente inevitabile che esista:
- è più importante degli individui e sopravvive ad essi (è il momento più alto, di sintesi dello Spirito oggettivo);
- non è indipendente dagli individui (primo momento dello Spirito Oggettivo è il singolo individuo), che nel tempo lo precedono, per cui vi è la coincidenza del diritto privato con l'etica pubblica;

Lo Stato non esclude il singolo individuo dalla politica, per ricordarsi di lui nel solo momento del bisogno: la guerra. 
Per Kant e Hegel, la partecipazione del cittadino alla vita politica è un diritto-dovere del singolo cittadino.

### Lo Stato nella storia
Hegel è stato un avversario del liberalismo e della democrazia: è impossibile, per Hegel, pensare uno stato di modello liberale, che finirebbe per perdere ogni sua funzione nel semplice compito di tutelare gli interessi delle parti. Hegel è critico anche di uno stato di stampo democratico, in quanto la sovranità non può appartenere al popolo, perché il popolo senza lo Stato altro non è che una massa informe. Per questo la teoria dello Stato hegeliana è stata spesso letta a supporto di regimi totalitari, ma in realtà contiene principi che potrebbero essere presi a supporto di una democrazia moderna, poiché lo Stato è un'idea che non può esistere senza una materia reale, che è il popolo. Lo Stato è tutt'uno con il popolo. Per questo Hegel rigetta sia il contrattualismo, che il giusnaturalismo, perché è inaccettabile che esista un diritto prima e oltre lo Stato. Né lo Stato hegeliano è da considerarsi come dispotico, in quanto esiste pur sempre un sistema di leggi attraverso cui è lo Stato a governare, non il popolo. 
Nei suoi scritti, Hegel sostiene il principio della separazione dei poteri ma non in una forma perfetta e rigida, che comprometterebbe l'unità dello Stato. La separazione dei poteri ha una fondazione filosofica molto più forte che nell'Illuminismo, poiché Hegel la fa risalire, non tanto alla tutela della libertà di qualcosa di esterno allo Stato, il singolo individuo, ma alla natura e definizione stessa di Stato inteso come organismo vivente (stato etico), che attraversa i tre momenti della dialettica, sia quella espressa nel rapporto tra i tre poteri, sia quella della loro vita interna. 
Hegel rigetta il principio della sovranità popolare, come era inteso all'epoca, nel senso di una partecipazione diretta dei cittadini alla vita politica, mentre è apertamente favorevole a una partecipazione rappresentativa in cui le leggi siano votate da un Parlamento eletto dal popolo. 
Le ideologie successive (di destra, di sinistra ma anche liberale di Benedetto Croce) hanno tentato di leggere nel pensiero hegeliano una forma ideale di Stato e un'idea politica conseguente. Hegel afferma che:
 Se la morale e le forme di Governo sono queste, ci sarà un motivo, una qualche razionale necessità (sia filosofica che etica). 
La filosofia non deve dichiarare quale sia la morale e la forma ideale di Governo e come debbano agire: non perché non può saperlo e nemmeno perché sognando una forma di stato perfetta si cadrebbe nell'utopia mentre la realtà va accettata così come è. La filosofia ha già speculato sulla forma dello Stato e ne ha visto il percorso nella storia dove l'ideale entra in rapporto di complementarità con il razionale. Ciò non significa che una riflessione politica astratta possa dire quale forma di Stato meglio risponde alla filosofia hegeliana, ma questo non equivale a proporre un'azione o reazione storica per concretizzarla, dovendosi riconoscere alla storia la necessità e opportunità di quella che è la realtà al momento presente. 
La forma di governo ideale per Hegel è la monarchia costituzionale che risolve organicamente in se stessa anche le altre forme classiche di governo: monarchia (perché il monarca è uno), aristocrazia (al potere governativo intervengono alcuni) e democrazia (con il potere legislativo si manifesta la pluralità in genere). 
Lo Stato si costituisce autonomamente e nel modo migliore sviluppando una triadica divisione dei poteri: il potere legislativo, suddiviso in due Camere, l'una conservatrice, l'altra progressista, il potere esecutivo, che comprende magistratura e polizia, e il potere sovrano, che si identifica con il re, che è contemporaneamente individualità (in quanto il re è unico) e universalità (in quanto il re rappresenta l'intero Stato e quindi l'intero popolo). Il re, tuttavia, non ha un potere assoluto e per quanto possa operare liberamente dovrà sempre attenersi alla situazione legislativa vigente, che viene approvata ed emanata dagli altri due poteri.
Hegel non si pronuncia in merito all'opportunità di un organismo di coordinamento sovranazionale, che Kant nell'opera Per la pace perpetua vide come una possibile soluzione alle continue guerre, che affliggevano l'Europa dell'epoca. Pertanto il diritto internazionale non viene teorizzato da Hegel, che vede nei trattati fra gli Stati un momento di comunicazione fra di loro. La politica internazionale consiste in accordi bi-laterali o multi-laterali fra Stati sovrani e nella guerra come alternativa finale, se manca una risoluzione pacifica dei contrasti tra gli Stati.

## La guerra
La guerra viene vista come un atto necessario per determinare i rapporti di forza, e stabilire le misure dei diritti dell'uno sull'altro. Pertanto, la guerra, questa è l'"astuzia della ragione" (List der Vernunft), gli uomini credono sia semplicemente motivata da interessi materiali, in realtà ogni guerra è una guerra di idee in cui saranno sempre le migliori a prevalere.
325. Mentre che il sacrificio per l'individualità dello stato è il rapporto sostanziale di tutti e quindi dovere universale, tale rapporto in pari tempo, inteso come l'un lato dell'idealità di contro alla realtà del sussistere particolare, diviene esso stesso un rapporto particolare, e ad esso vien dedicato un proprio ceto, il ceto del valore militare.
326. Contese degli stati l'uno con l'altro possono aver per oggetto un qualche lato particolare del loro rapporto; per queste contese ha anche la sua destinazione principale il particolare settore dedicato alla difesa dello stato. Ma in quanto viene in pericolo lo stato come tale, la sua indipendenza, allora il dovere chiama tutti i suoi cittadini alla sua difesa. Se così l'intero si è trasformato in forza, ed è strappato alla sua vita interna entro di sé verso l'esterno, con ciò la guerra di difesa trapassa in guerra di conquista.[..]
329. Lo stato ha la sua direzione verso l'esterno nel fatto ch'esso è un soggetto individuale. Il suo rapporto con altri rientra perciò nel potere del principe, al quale potere quindi immediatamente e unicamente compete di comandare le forze armate, di intrattenere i rapporti con gli altri stati per mezzo di ambasciatori ecc., di.far guerra e pace e altri trattati»
Lo Stato ha tutto il diritto di conservare la propria sovranità e indipendenza con la guerra, che invece non è legittimata per scopi espansionistici o imperiali, di allargamento dei propri confini, controllo di luoghi strategici o di fonti naturali di proprie scarse risorse. La guerra non solo difende sovranità e indipendenza, ma a volte le costruisce. 
Hegel riserva la leva militare di massa al solo caso in cui sia in pericolo la sovranità e l'indipendenza dello Stato, e sostiene la necessità di eserciti permanenti costituiti da soldati di professione.
In guerra si devono rispettare gli ambasciatori, escludere le istituzioni interne e la società civile, unici vincoli nei rapporti tra Stati, oltre a quello di rispettare i trattati:
La guerra è intesa come sola forma di legittima difesa e come extrema ratio, momento estremo in cui il cittadino si sottomette a una norma necessaria e universale secondo cui lo Stato deve essere difeso. La guerra è storicamente troppo rilevante per essere letta come male assoluto o come mera accidentalità, e per pensare che non abbia mai avuto o non possa avere in futuro un carattere di necessità nella storia governata dalla razionalità.
La posizione di Hegel è distante dalla posizione cosmopolita e pacifista di Kant. Per Kant la storia è un prodotto degli uomini, positivo solo quando è segnato dalla ragione. Hegel sostiene invece che pure il momento negativo ha una sua ragion d'essere. Per Kant il perseguimento della pace è un imperativo etico categorico, incondizionato, e un progetto filosofico, mentre la storia lasciata alla politica non vedrà mai la pace perpetua «ogni politica deve piegare le ginocchia davanti alla morale»; da qui il secondo elemento per il raggiungimento della pace perpetua: «il diritto internazionale deve essere fondato su un federalismo di liberi Stati». Kant riprende il contrattualismo e il giusnaturalismo hobbesiano e rousseauiano, affermando la necessità di estendere tale modello dai rapporti tra individui ai rapporti tra Stati. Questa associazione di Stati è chiamata in vari modi come "unione federativa", "società o confederazione", ma anche  "congresso di stati permanente". La sottomissione degli Stati federati ad un organo super partes è una forma di tirannide, per cui diviene centrale che «la costituzione civile di ogni stato deve essere repubblicana». Kant chiede la scomparsa progressiva degli eserciti permanenti e che le potenze devono sottoscrivere un trattato permanente di non aggressione. 
Libertà e uguaglianza davanti alla legge, espressione della volontà pubblica, sono le basi per il contrattualismo degli individui nello Stato, che fonda e legittima a sua volta anche quello tra Stati: secondo Kant, si trovano solo nella costituzione repubblicana. «In uno stato repubblicano nulla è più naturale del fatto che, dovendo decidere di far ricadere su se stessi tutte le calamità della guerra [...] , [i cittadini] rifletteranno a lungo prima di iniziare un così cattivo gioco»
.
Hegel è invece scettico sul fatto che possa esistere una pace perpetua, e ritiene che le guerre siano storicamente inevitabili dopo un periodo di pace più o meno lungo. Storicamente, le guerre costruiscono gli Stati e li compattano contro un nemico esterno, evitando guerre civili.
La migliore garanzia di pace internazionale si ottiene affidando la leadership mondiale al più forte (in economia, forza militare e cultura) e a chi ha più ragione sugli altri. Ma la scelta con entrambi i criteri non è un problema, poiché ricade sullo stesso soggetto: le nazioni più ricche e più forti, sono quelle che per prima hanno introdotto una costituzione repubblicana e una cultura libera, copiate da tutti.
Secondo Hegel, «Ogni Stato sul piano internazionale nel confronto con gli altri si presenta come volontà particolare che deve perseguire il suo benessere in generale»: questa per Hegel è la legge suprema nel comportamento dello Stato con gli altri. Per Kant la ricerca della pace è un imperativo categorico, che precede e detta la forma degli Stati. La concezione kantiana, che anticipa l'Internazionalismo di matrice liberale prevede: una confederazione di Stati liberi,  una forma repubblicana costituzionale, il "diritto di visita" degli immigrati, il libero commercio (per legare gli interessi economici e politici degli Stati tra loro a garanzia della pace), l'elettorato passivo e attivo. Partecipando sia alla politica, sia alla guerra in prima persona, sentendo sia il sapore della libertà che la sua perdita, i cittadini sono restiì al conflitto, per cui l'ultima istanza della pace è l'individuo (considerato come persona morale) e non lo Stato, che in Kant costituisce un concetto secondario.

Per Hegel, al contrario, lo Stato, che è la massima espressione dell'"eticità" precede l'imperativo della pace. Ogni Stato persegue legittimamente i propri interessi. Il politico ha il dovere morale di far valere gli interessi della nazione che rappresenta. Quindi il conflitto tra gli Stati, quando le volontà particolari non trovano un accomodamento, può essere deciso soltanto dalla guerra. Per Kant nella storia vince il più forte, -e ciò va impedito-, per Hegel vince chi ha ragione: la Storia è il solo giudice e arbitro.
Il primo diritto e atto verso uno Stato è il riconoscimento da parte degli altri Stati, che presume a sua volta che questo rispetti indipendenza e sovranità degli altri. Agli Stati in linea di principio non spettano ingerenze interne, tuttavia non può essere sempre indifferente ciò che succede in politica interna, nel momento in cui quanto accade viene ead essere un pericolo per la loro sovranità e indipendenza. Preludio per il futuro (questione dei nomadi, ebrei e arabi):

Guerra preventiva: 
§ 333. Il principio fondamentale del diritto internazionale, inteso come il diritto universale, che deve valere sé e per sé tra gli stati, a differenza del contenuto particolare dei trattati positivi, è che i trattati, come tali che su di essi si basano le obbligazioni degli stati l'uno verso l'altro, devono venir rispettati. Ma poiché il loro rapporto ha per principio la loro sovranità, ne deriva ch'essi sono in tal misura l'uno verso l'altro nella situazione dello status naturae, e i loro diritti hanno la loro realtà non in una volontà universale costituita a potere sopra di essi, bensì nella loro volontà particolare. Quella determinazione universale rimane perciò nel dover essere, e la situazione diviene un'alternanza del rapporto conforme ai trattati e della soppressione del medesimo. [..]

§ 334. La controversia degli stati può quindi, in quanto le volontà particolari non trovano un accordo, venir decisa soltanto dalla guerra. Ma quali offese - delle quali, nel loro ambito largamente comprensivo e nelle relazioni multilaterali attraverso i loro sudditi, possono presentarsene facilmente e in quantità - siano da riguardare come infrazione determinata dei trattati o offesa del riconoscimento e dell'onore, rimane un che di indeterminabile in sé, poiché uno stato può porre la sua infinità e il suo onore in ciascuno dei suoi singoli aspetti, e tanto più è incline a questa irritabilità, quanto più una forte individualità viene spinta da lunga quiete interna a cercarsi e a crearsi una materia dell'attività verso l'esterno.»
I rapporti tra Stati sono regolati da contratti, con tutti limiti del caso, perché diversamente dallo Stato hobbesiano non c'è e nemmeno sarebbe legittima e tollerabile un'autorità sovra-statale che li faccia rispettare.

Nello scritto di Kant, invece, l'esistenza di un organo super-partes non necessariamente è la negazione per la sovranità e indipendenza dei singoli Stati (che restano in Kant importanti), se questo organo è composto dai rappresentanti degli stessi Stati con pari diritti, ha un divieto ferreo di compiere ingerenze di politica interna, ed è legittimato ad agire solamente quando la sovranità e indipendenza di uno Stato sono attaccate da un altro, o rischiano di esserlo. Ciò presume a sua volta che gli Stati limitino la guerra al solo caso di violazione della loro integrità territoriale, indipendenza e sovranità, affidandosi e rispettando i trattati per le altre materie. Un organo sovranazionale dovrebbe intervenire anche in ogni caso di violazione di un trattato, essendo la guerra fra i contraenti l'esito inevitabile che si intende prevenire. Proprio, il pericolo di un esito in un conflitto commerciale e militare, sempre presente e attuale, impone un uso minimo dei trattati e in via residuale, quando altre forme di regolazione fra privati degli Stati non sono possibili.
In Hegel la guerra è un male necessario, ma non è l'unica fonte di dignità per l'uomo: la guerra nobilita l'uomo, quanto il lavoro nobilita l'uomo in tempo di pace. Combattendo, rinunciando alla proprietà e alla vita per lo Stato, l'uomo si spende per un ideale nobile, per un fine che non è solo proprio e particolare, ma anche bene comune di altri. 

I cittadini sono possessori di una individualità sostanziale ovvero quell'individualità che permette loro di proseguire fini universali. La guerra è prerogativa dello Stato, non del singolo: negli scritti teologici giovanili, Hegel aveva infatti sostenuto che l'uomo ha una sola vita e che ogni uomo è solo un caso di individuazione di una sostanza universale, per cui l'attacco alla vita altrui è un attacco alla vita stessa, anche alla propria.